# 施福寺

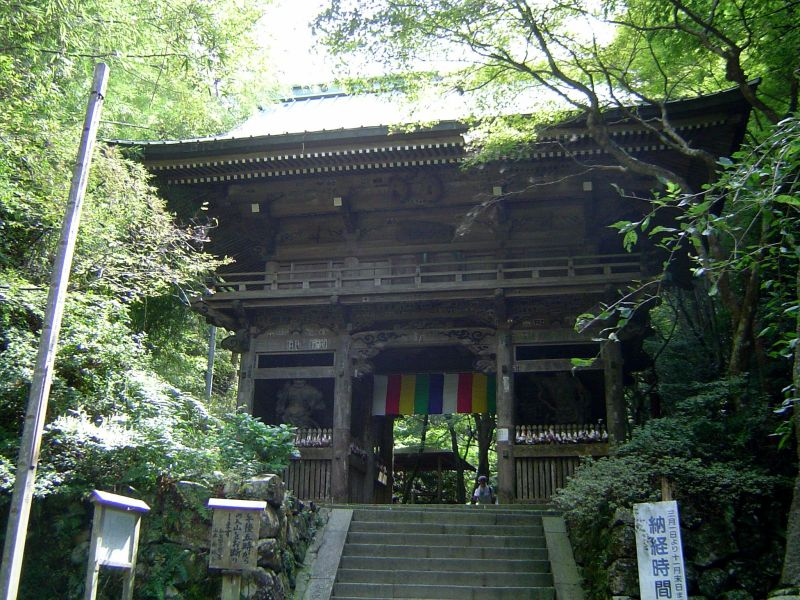
山門

施福寺（せふくじ）は、大阪府和泉市槙尾山町にある天台宗の寺院。山号は槇尾山。本尊は弥勒如来（札所本尊は十一面千手観世音菩薩）。槇尾寺（まきおでら、まきのおでら）と呼ばれ、槇尾山（標高600メートル）の山腹に位置する。西国三十三所第4番札所。槇尾山とともに大阪みどりの百選に選定されている。
札所本尊真言：おん ばざら だらま きりく そわか
ご詠歌：深山路（みやまじ）や檜原（ひばら）松原わけゆけば　巻の尾寺（まきのおてら）に駒ぞいさめる

## 歴史

### 創建伝承
古くは槇尾山寺と呼ばれた山岳寺院で、葛城修験系の寺院として創建されたものとみられる。南北朝時代成立の寺史である『槇尾山大縁起』（正平15年・1360年書写）によると、施福寺は欽明天皇の時代（539年 - 571年）に播磨国加古郡の行満上人が創建したものであるという。
札所本尊の千手観音像については、次のような説話が伝承されている。宝亀2年（771年）のこと、当時槇尾山寺に住していた摂津国の僧・法海のもとに、一人のみすぼらしい格好をした修行僧があらわれ、夏安居（げあんご）の期間をこの寺で過ごさせてくれと頼んだ。この修行僧は客僧として槇尾山寺に置いてもらえることとなり、夏安居の期間熱心に修行に励んだ。予定の期間が終わって寺を辞去しようとする際、客僧は帰りの旅費を乞うたが寺僧たちはそれを拒んだ。すると客僧は怒り出し、「何ということだ。この寺は、見かけは立派だが、真の出家者などはいないではないか。このような寺はいずれ滅び去り、悪鬼の棲家となるであろう」と叫んで出て行ってしまった。驚いた法海が後を追うと、修行僧ははるかかなたの海上を沈みもせずに歩いている。これを見た法海は、あの修行僧は自分らを戒めるために現れた観音の化身であったと悟り、千手観音の像を刻んで祀ったという。
縁起には役小角（役行者）、行基、空海（弘法大師）などに関わる伝承もある。役小角については、彼が自ら書写した法華経の巻々を葛城山の各所の秘密の場所に埋納し、最後に埋めたのがこの山であったことから巻尾山（槇尾山）の名が付いたとする、地名起源伝承がある。また、空海は延暦12年（793年）、20歳の時に槇尾山寺において勤操を導師として出家剃髪し、沙弥戒を受けたとする伝えがある。空海の当地における出家剃髪は史実とは認めがたいが、空海が唐からの帰国後、都に戻る直前の大同4年（809年）頃、当寺に滞在した可能性は別の史料から指摘されている。縁起には、延喜16年（916年）に定額寺に定められるとするが、施福寺は度重なる火災で古記録が失われており、史実か否か不明である。
以上のように、施福寺の初期の歴史は伝説色が濃く判然としないが、『日本霊異記』に言及されている「和泉国泉郡の血渟（ちぬ）の山寺」は当寺のこととされ、同書の成立した9世紀前半には著名な寺院であったことが伺われる。

### 中世以降
正嘉年間（1257年 - 1259年）に後白河上皇所縁の法華経と仏像が奉納されたことが縁起に見え、寺が所蔵する「法華経妙音菩薩品」（平安時代の装飾経）がそれにあたると推定されている。仁治年間（1240年 - 1243年）には、仁和寺菩提院の僧・行遍によって灌頂堂（密教の師資相承の儀式を行う堂）が建立されており、中世には当寺は仁和寺の支配下にあった。
最盛期には1,000もの塔頭が建ち並んでいたといわれる。
南北朝時代には南朝方の拠点の一つとなり、寺の衆徒も南朝方に与した。そのため戦火に巻き込まれることが多く、寺は衰亡した。天正9年（1581年）には織田信長と対立したことが原因で一山焼き払われるが、後に豊臣秀頼の援助により慶長8年（1603年）に仁王門を始めとする伽藍が復興された。
近世には徳川家の援助で栄え、その関係で寛永年間（1624年 - 1645年）頃に真言宗から天台宗に改宗し、江戸の寛永寺の末寺となった。江戸時代末期の弘化2年（1845年）の山火事で仁王門を除く伽藍を焼失。現在の本堂等はその後に再建されたものである。
当寺には、日本唯一の足の裏を見せている花山法皇足守の馬頭観音と、日本唯一の方違大観音という観音像が安置されている。
参道入口の脇には満願滝弁財天社がある。

## 境内
麓には駐車場があるが、本堂（標高475メートル辺り）に至るには標高280m辺りの駐車場から約1キロメートル（約30分から40分の登山）もの急峻な階段を登らなければならない。西国三十三所のなかでも厳しい参道として知られる。槇尾山付近のハイキングを兼ねた参拝者が多く見受けられる。
- 本堂 - 弘化2年（1845年）の焼失後、安政年間（1854年 - 1860年）に再建されたものである。本尊は、弥勒如来坐像、右脇侍[注 4]に十一面千手観音立像、左脇侍に文殊菩薩立像を安置し、このうち十一面千手観音が西国三十三所の札所本尊となっている。西国札所巡礼の中興者とされる花山法皇を馬が道案内をしたと伝えられており、本尊と背中合わせの後堂（本尊の裏側）には足の裏を見せている馬頭観音坐像が安置されている。また、方違大観音坐像、元三大師坐像、伝教大師坐像、涅槃釈迦如来像など多数所蔵。
- 庫裏
- 大師堂
- 護摩堂
- 鐘楼
- 観音堂 - 西国三十三所観音霊場のそれぞれの札所の本尊を模した33体の観音像を祀る。
- 槇尾明神
- 愛染堂 - 弘法大師御剃髪所跡。空海が得度して剃髪したとされる場所で堂内には愛染明王像のほか、勤操と空海の像が安置されている。西国愛染十七霊場第15番札所。
- 弘法大師御髪堂 - 空海の剃髪した髪が祀られているとされる。
- 虚空堂
- 大日堂
- 十三重石塔
- 塔頭寺院の跡（石垣のみ）
- 姿見の井戸
- 仁王門 - 慶長8年（1603年）豊臣秀頼により再建。

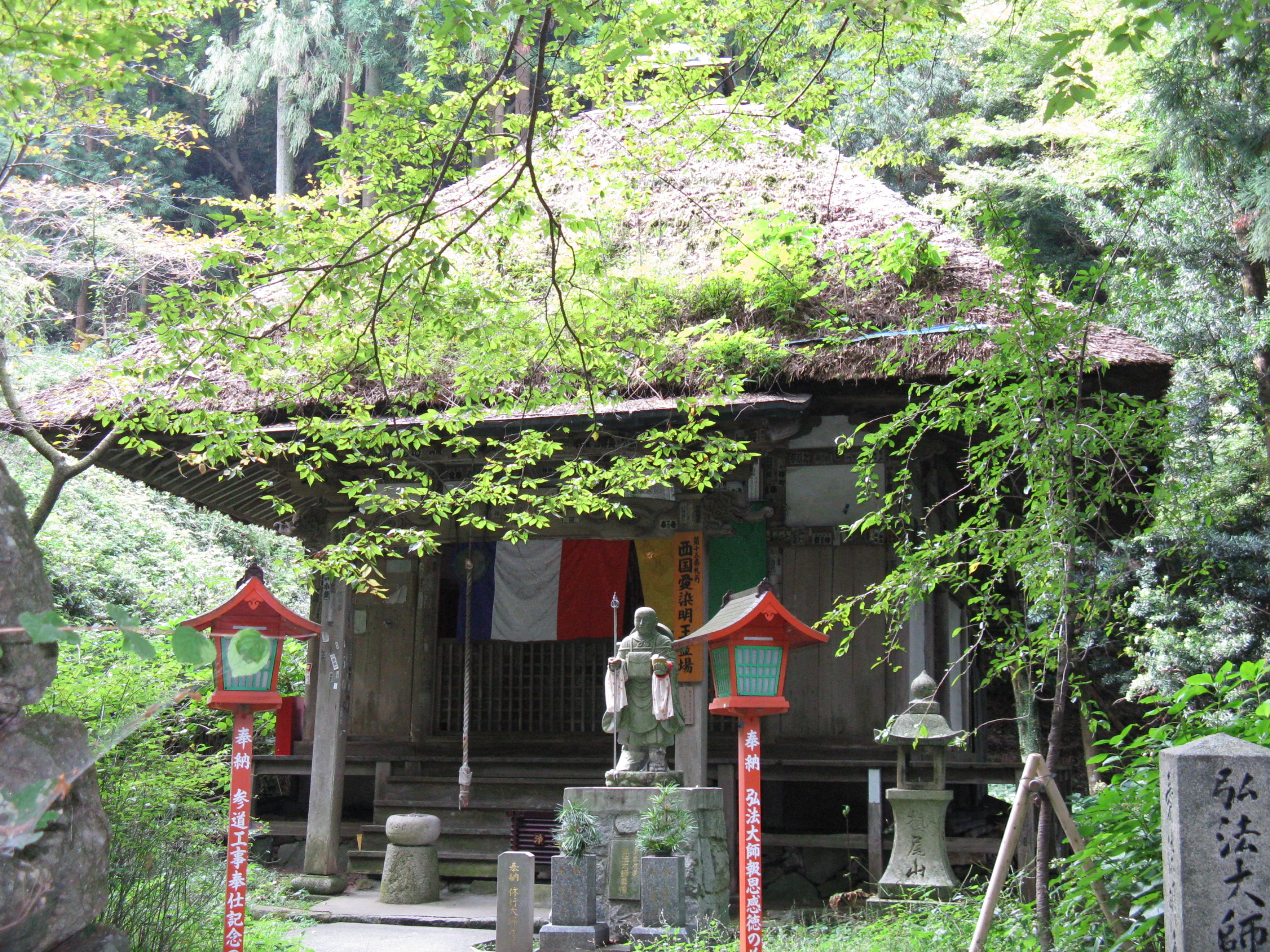
愛染堂
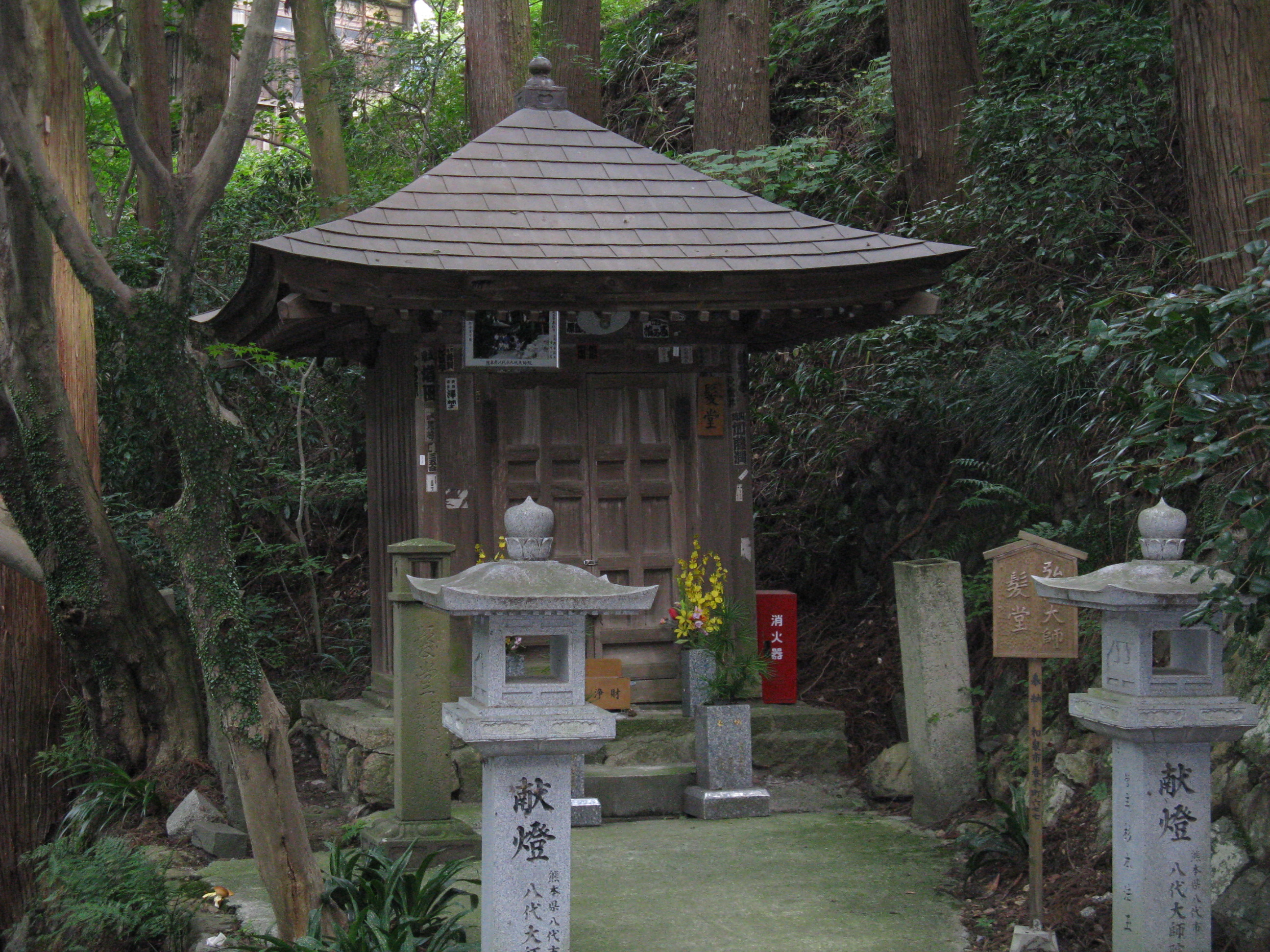
弘法大師御髪堂
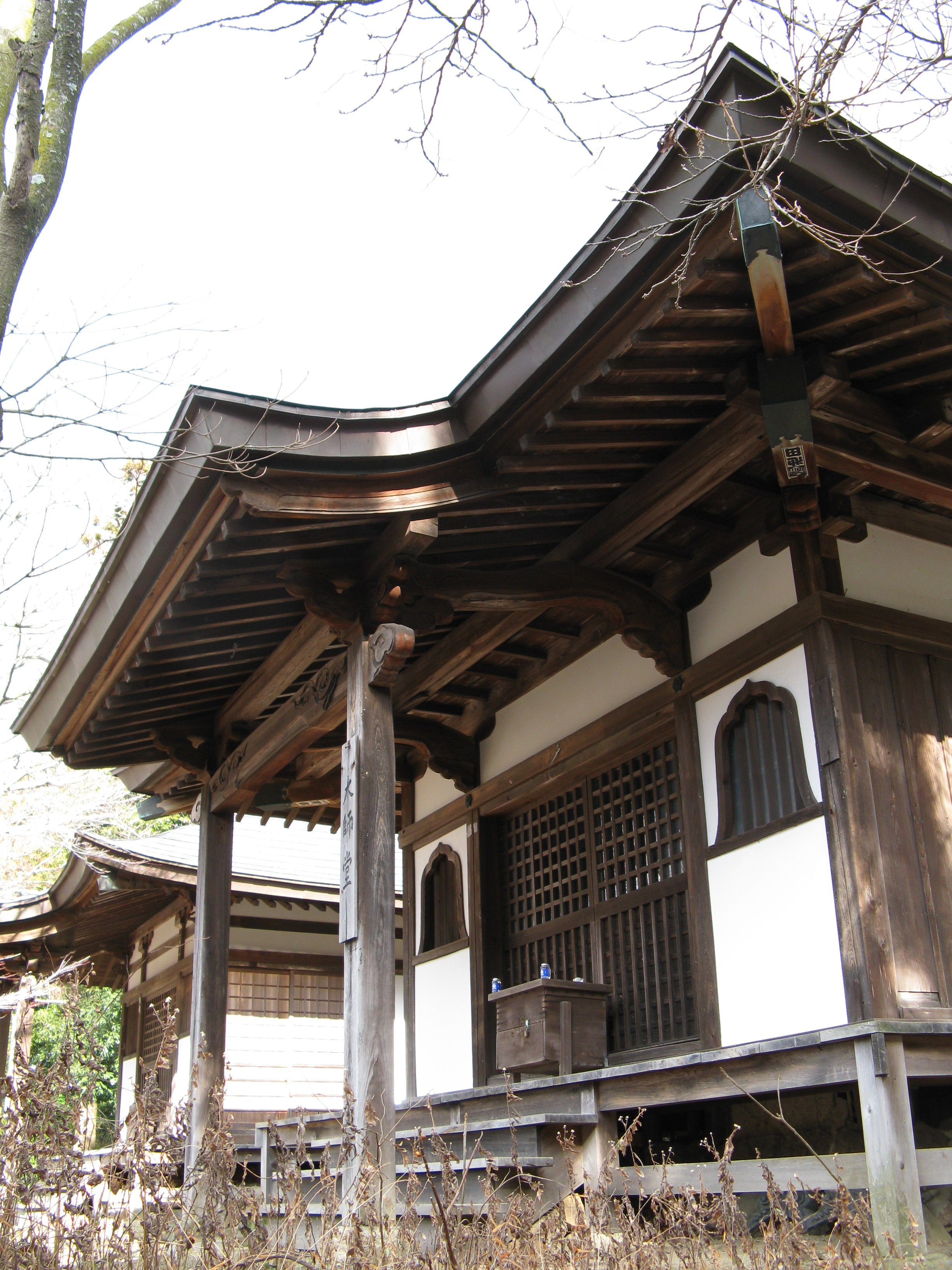
大師堂
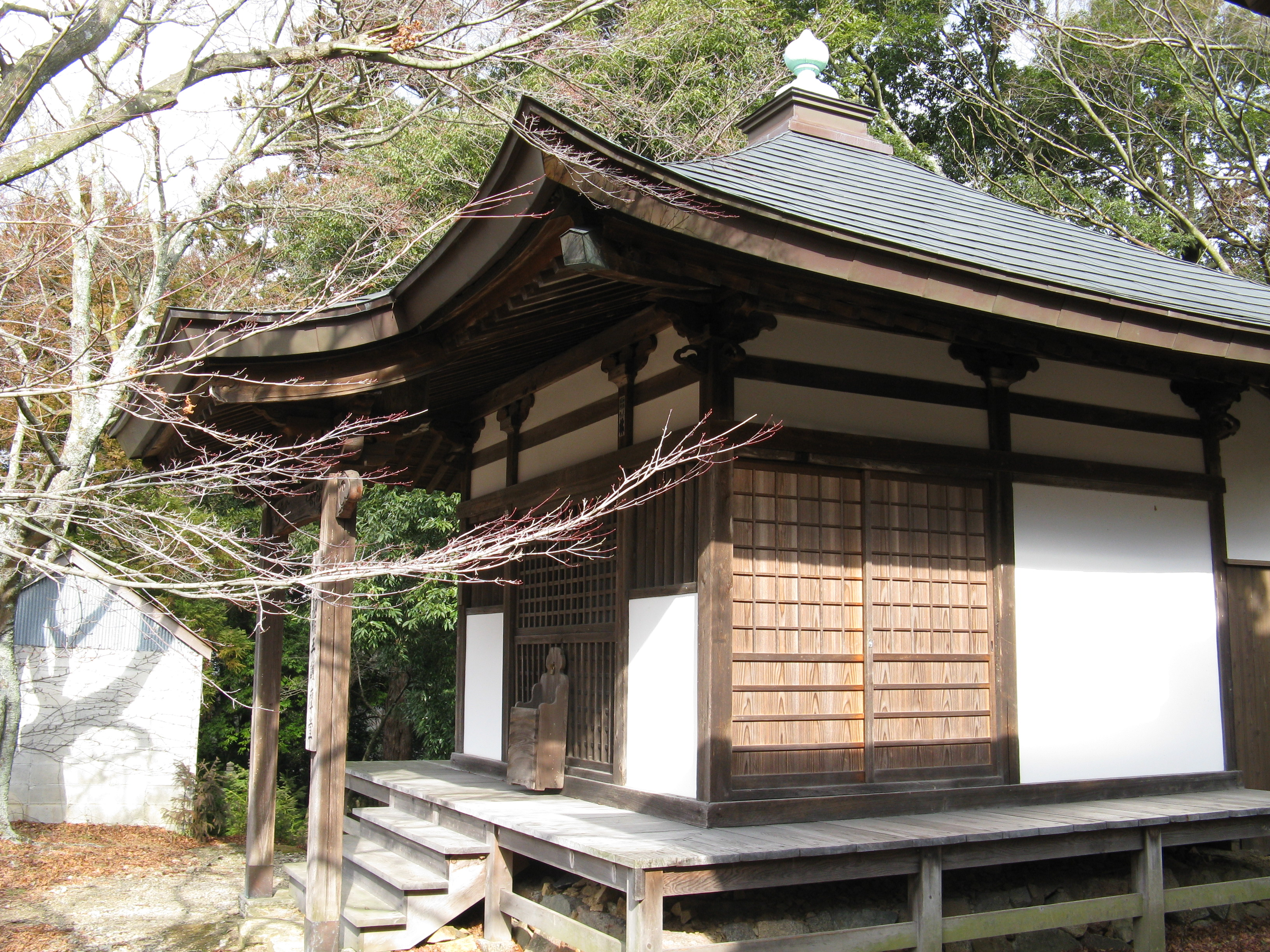
護摩堂
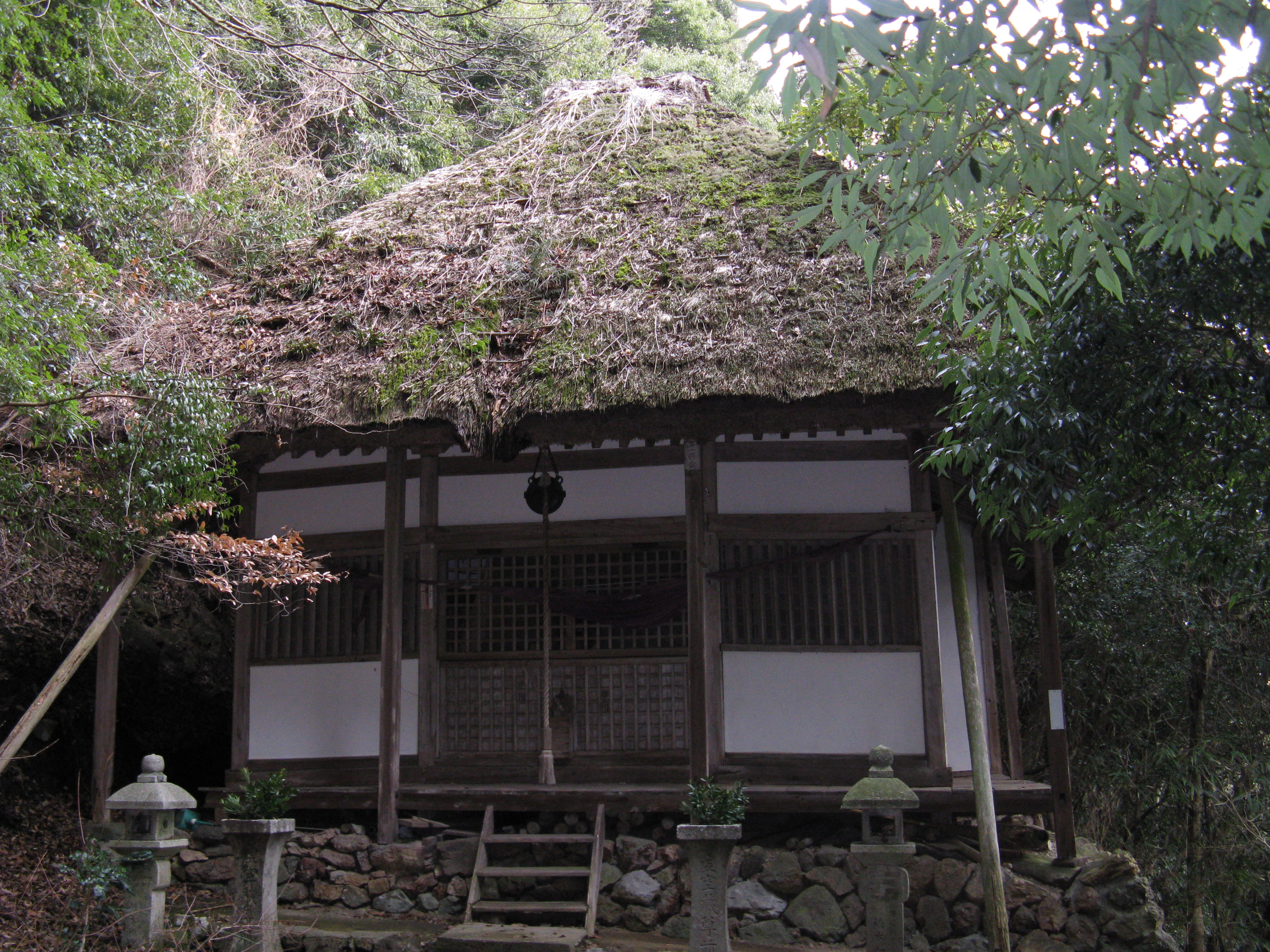
虚空堂
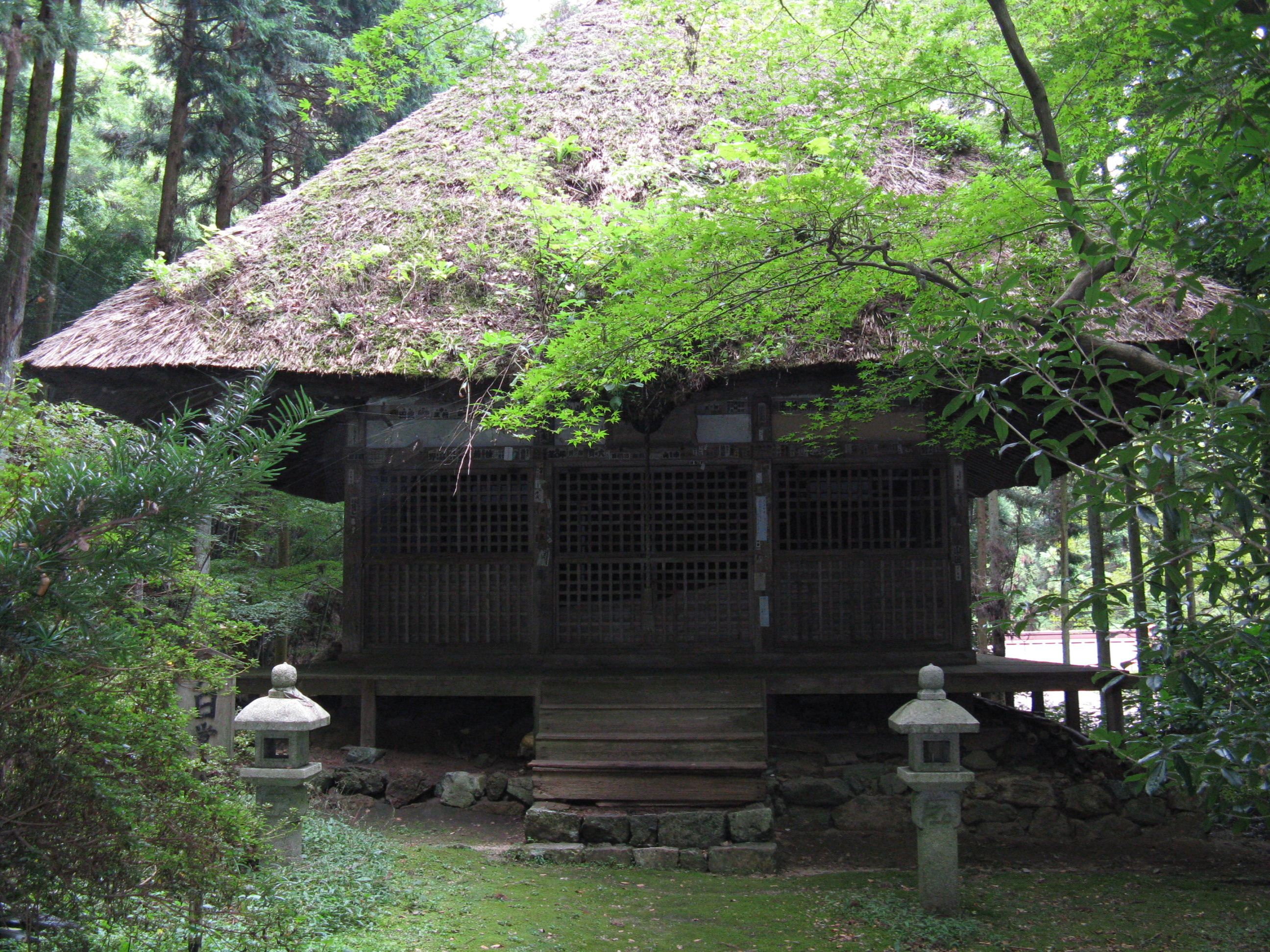
大日堂
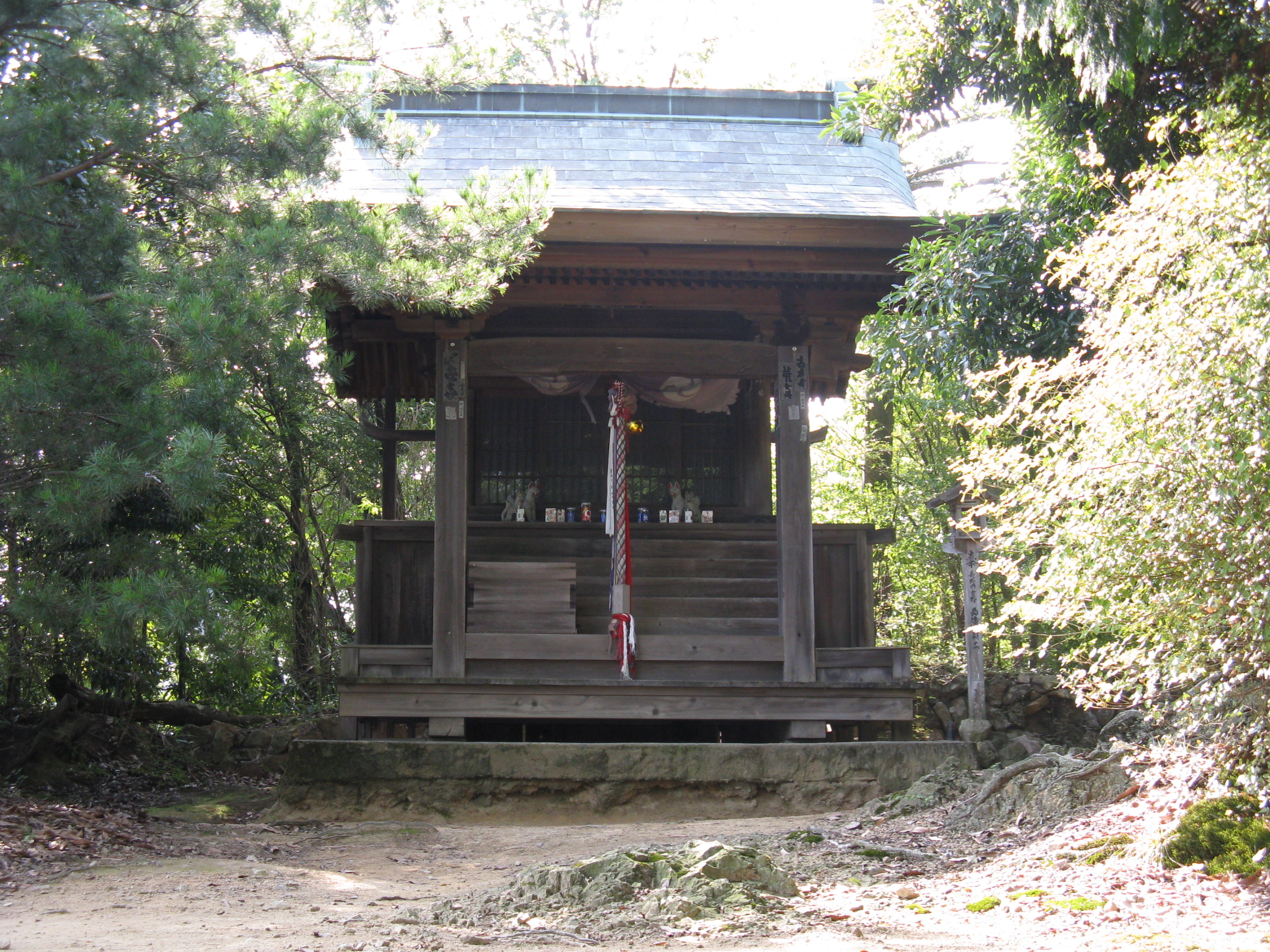
槇尾明神

## 文化財

### 重要文化財
- 槇尾山大縁起（正平十五年筆写） 1巻 - 南北朝時代の作。重要文化財（書跡・典籍）。1904年（明治37年）2月18日指定[6]。大阪市立美術館寄託。

### 大阪府指定有形文化財
- 不動明王及び二童子 - いずみの国歴史館寄託。
- 施福寺参詣曼荼羅図（甲本）1幅 - 大阪府有形文化財（美術工芸品・絵画）。京都国立博物館寄託。1992年（平成3年）3月29日指定[7]。

### 和泉市指定有形文化財
- 地蔵菩薩立像 - いずみの国歴史館寄託。
- 千手観音立像 - いずみの国歴史館寄託。
- 地蔵菩薩立像 - いずみの国歴史館寄託。
- 慈恵大師坐像 - いずみの国歴史館寄託。
- 大日如来坐像 - いずみの国歴史館寄託。
- 牡丹唐草文三足香炉 - いずみの国歴史館寄託。
- 桐雪持ち笹文様唐織小袖  - いずみの国歴史館寄託。

## 行事
- 1月8日 - 碑伝木建て
- 4月21日 - 弘法大師御影供
- 5月1日から15日 - 開扉法要（年1回の札所本尊開帳）
- 8月9日 - 観音千日会
- 毎月18日 - 観音法会

## 前後の札所
西国三十三所
3 粉河寺　-　4 施福寺　-　5 葛井寺
和泉西国三十三箇所
1 施福寺　-　2 佛並寺
西国愛染十七霊場
14 宝山寺　-　15 施福寺　-　16 福智院
神仏霊場巡拝の道
51 太融寺　-　52 施福寺　-　53 水間寺

## 関係する寺社
- 槇尾山明神社

和歌山県伊都郡九度山町にある社。『紀伊続風土記』によると、弘法大師は槇尾山で修行中、弁財天を信仰し日参していた。高野山を開いた後も月に九度、槇尾山に参詣した。しかし、「ある日のこと、九度山まで下りて来た時、吉野川が増水し、渡河に困っていたところ、弁財天が現れて「この地に我を移し祀れ」と告げたと云う。弘法大師はこの山に弁財天を移して祀り、槇尾山の篇額を掲げた。この時より社を槇尾山明神社と云い、傍らに別当寺を建立して槇尾山遍照寺と名付けた」と記されている。

## 所在地
- 大阪府和泉市槙尾山町136

## アクセス
- 南海泉北線和泉中央駅から南海バス阪本線またははつが野線に乗車し、「納花」または「和泉青葉台」で下車。予約制乗り合い送迎サービス「チョイソコいずみ」に乗り継ぎ、「1601 槇尾山」で下車、徒歩約30分[8]。
- 南海高野線 河内長野駅から日野・滝畑コミュニティバス「滝畑ダム」で下車、徒歩2時間。
- 阪和道の岸和田和泉ICから国道170号（大阪外環状線）へ出て、槇尾中学校南交差点を右折、府道228号で「槙尾山観光センター」駐車場（普通車で約100台）ここから数十メートルで槇尾山登山口へ、ここから8丁約30分の登山道。

## 周辺
- 満願滝弁財天 - 槇尾山登山口付近にあり、満願寺不動尊や落差約50メートルの満願滝がある。